# Francisco Rodríguez (beisbolista)
Francisco José Rodríguez (Caracas, el 7 de enero de 1982) también conocido como el kid o k-rod, es un exbeisbolista venezolano, que jugó como pitcher y cerrador en las Grandes Ligas de Béisbol. Rodríguez posee el récord de Juegos Salvados en una sola temporada en las Grandes Ligas con 62, establecido el año 2008. Comenzó su carrera (originalmente) con los Anaheim Angels, con quienes había jugado desde el año 2002 y finalizó su estancia con ellos en el 2008. Su carrera como cerrador se inició en el año 2005.
Es considerado como unos los mejores cerradores en la historia de las Grandes Ligas de Béisbol, por su agresividad y los números que colocó en su carrera de 15 temporadas. Rodríguez cuenta con el récord de más juegos salvados antes del Juego de las Estrellas de MLB, al rescatar 38 encuentros dejando atrás la marca del lanzador John Smoltz, que era de 34 para los Bravos de Atlanta. Asimismo posee el récord de rescates para una sola temporada dentro de la organización de los Angelinos de Los Ángeles y Anaheim con 54 salvamentos.
En la temporada de Grandes Ligas del año 2008, rompió el récord de más juegos salvados en una temporada que estaba en manos de Bobby Thigpen, el cual era de 57 y que este había logrado con los Medias Blancas de Chicago, superándolo con su marca de 62 salvamentos. K-Rod logró ganar el trofeo de la Serie Mundial con Anaheim. En Venezuela, reforzó a los Leones del Caracas en el año 2006, dónde obtuvo el campeonato local, y posteriormente se coronó campeón de la Serie del Caribe.

## "K-Rod" Arsenal de Pitcheo
Rodríguez lanza una recta (fastball) que consistentemente alcanza las 91 a 94 mph, la cual generalmente ubica en las esquinas o fuera de la zona de strike para sacar a los bateadores fuera de balance. Sin embargo, a diferencia de algunos Cerrador, en muchas ocasiones el utiliza la curva (breaking ball) como su pitcheo primario. Acerca de esto, "K-Rod" lanza su bola curva (curve ball) en dos variantes:
a) Una curva dura que aparenta ser un strike y de improviso quiebra hacia abajo y afuera de la zona de strike (comúnmente confundida con la Slider).
b) Una curva lenta, más tradicional con la cual hace gran daño a los bateadores derechos, rompiendo y entrando esta al final de su trayectoria dentro de la zona de strike.
Debido a que su curva más rápida quiebra tan violentamente hacia la tierra, esta lo hace propenso en ocasiones a los lanzamiento salvaje (wild pitch). Rodríguez ha lanzado un buen cambio circular (circle changeup) desde la temporada del 2006, usándolo como un lanzamiento ponchador en contra de los bateadores zurdos. El, así mismo ha aprendido ahora como lanzar una efectiva bola cortada o (cutter).

## Carrera en el Béisbol

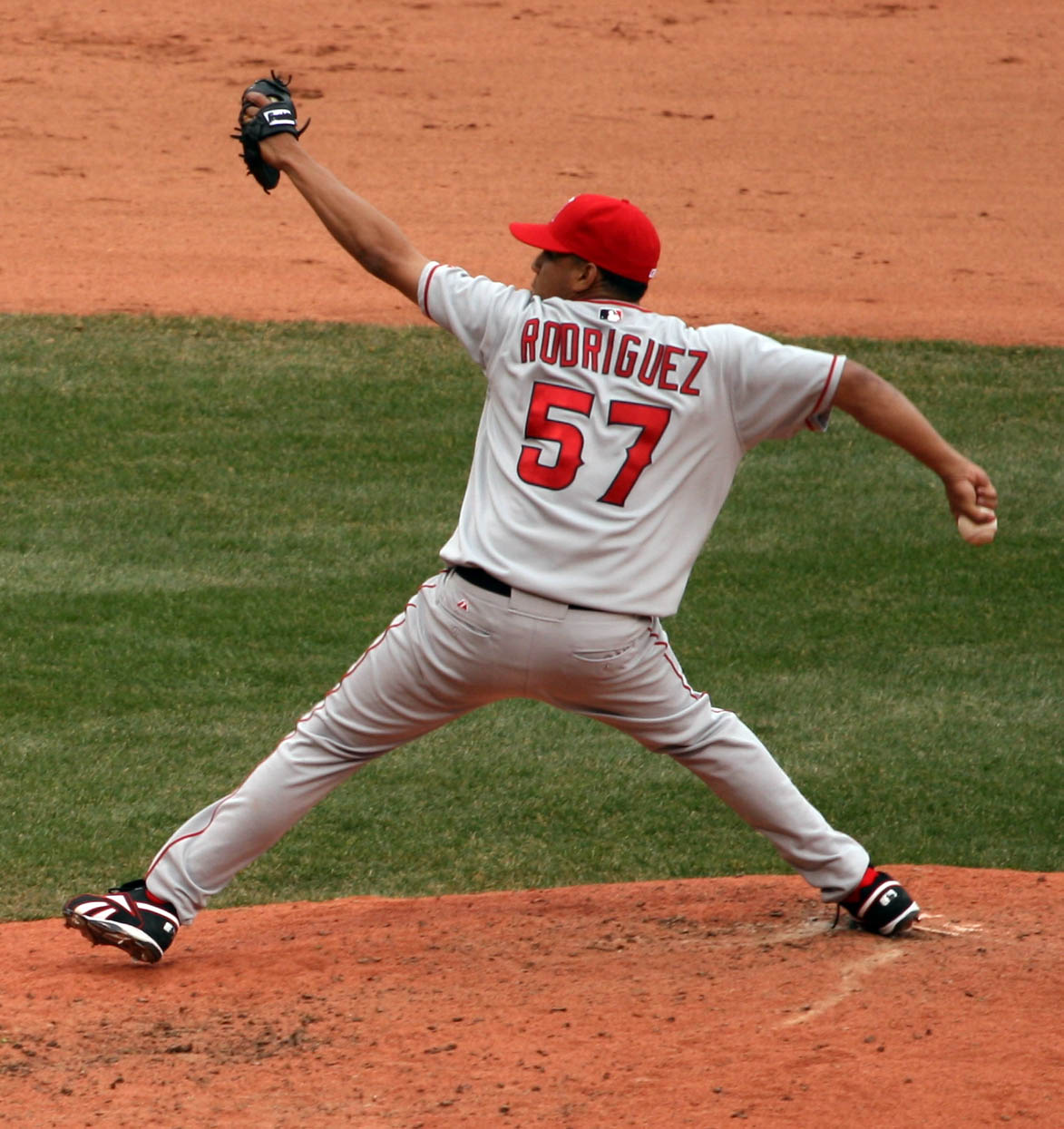
Rodríguez pitching for the Los Angeles Angels of Anaheim on 16 de abril de 2007

### Anaheim Angels / LA Angels of Anaheim

#### Inicios y Carrera como Set-up (2002-04)
Inició su aventura como lanzador a los siete años en la escuela de béisbol de Graciano Ravelo (exjugador de béisbol, entrenador profesional y entrenador de pequeñas ligas venezolano). En la LVBP pertenece a los Tiburones de La Guaira. Firmó como un agente libre (undrafted) en el 1998. Ese mismo año lanzó representando a su país natal Venezuela en los Juegos Deportivos Panamericanos en México. Originalmente un pitcher abridor, Rodríguez fue iniciado en el relevo en el 2002 luego que lesiones en su codo y hombro redujeran su temporada del año 2001 en las Ligas Menores con el equipo "Lake Elsinore Storm".
En el 2002, el Kid hizo su debut de Grandes Ligas. Motivados por las múltiples lesiones en el bullpen de los Angels, la gerencia del club lo reclamó a mediados de septiembre de este año. Todo comenzó como se menciona anteriormente, en el 2002 cuando fue llamado por el mánager Mike Scioscia para unirse a un cuerpo de relevista integrado por grandes nombres como Scot Shields, Brendan Donnelly y Troy Percival, este último para muchos "el maestro" o "tutor" de Francisco Rodríguez para convertirse en un excelente cerrador. En la temporada regular apenas lanzó por espacio de 5 y 2/3 de innings, con 13 abanicados, 2 boletos y una efectividad inmaculada (0.00 ERA), además de no tener decisión. Cuando Francisco Rodríguez llegó de impreviso a las Grandes Ligas para en poco tiempo afrontar la postemporada con los Angelinos de Anaheim en la temporada 2002, muchos ya lo catalogaban como un futuro cerrador de lujo en la Gran Carpa.
Ganó cinco partidos en ese postemporada, dos fueron ante los Yankees de ese año, otras dos las sumó a expensas de los Mellizos de Minnesota y la quinta fue en la Serie Mundial ante los Gigantes de San Francisco. Rodríguez emergió en esta postemporada, ganando cinco juegos de postemporada aunque nunca había ganado juego alguno en las Grandes Ligas anteriormente. Fue una transición rápida para Rodríguez que tuvo que pasar de las Ligas Menores a un anillo de Serie Mundial.

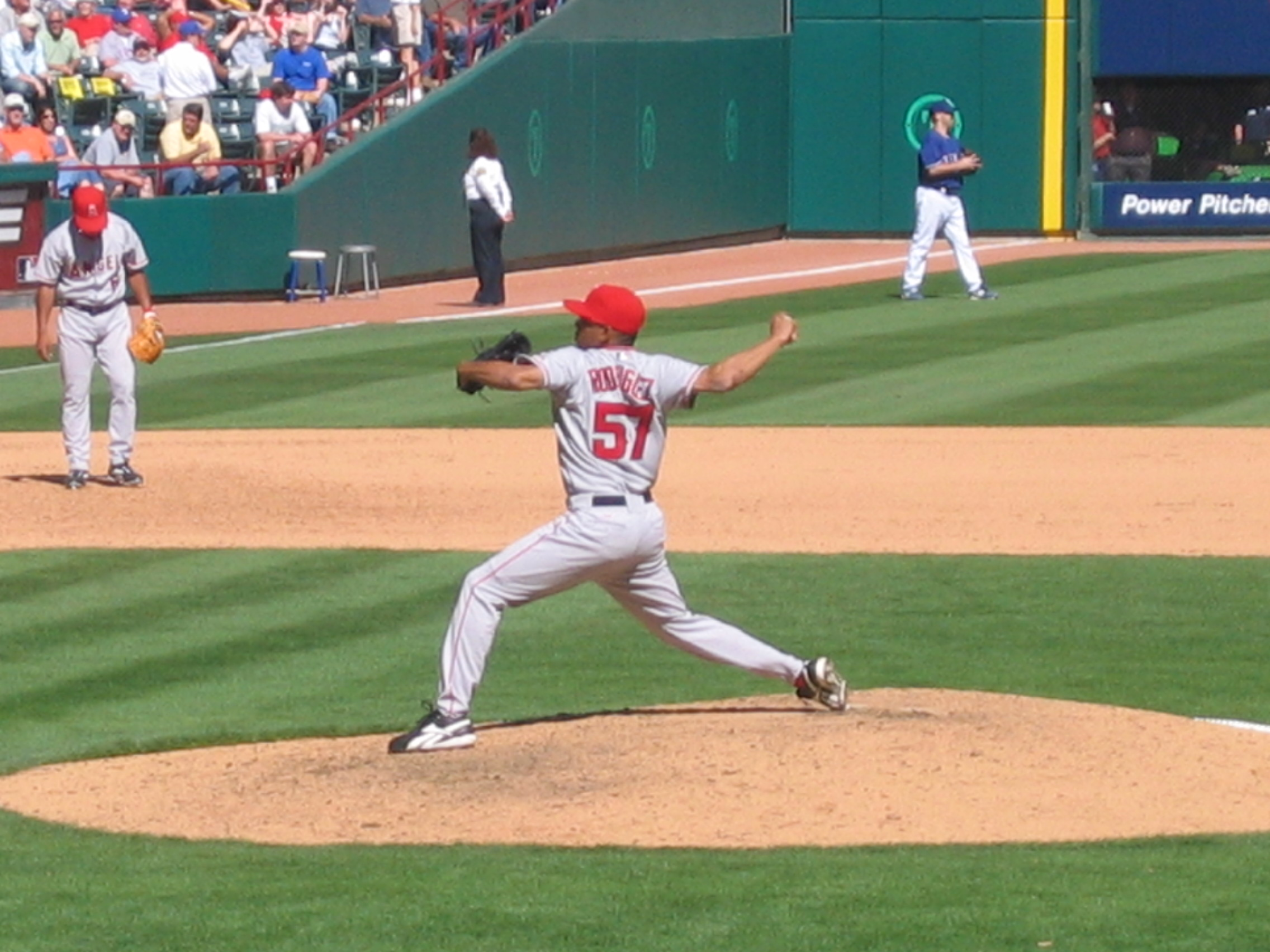
Fotografía del Opening day. Tomada en el Ameriquest Field, Anaheim (4-11-2005).

Debido a que Rodríguez había lanzado poco en la Grandes Ligas, los bateadores en los playoffs tenían poca idea sobre que esperar de él, una situación que frecuentemente favorece a los pitchers. En la Serie de División de la Liga Americana (ALCS), Rodríguez tuvo 2–0 con 7 abanicados en 4 y 1/3 de innigs. Finalmente, en la Serie Mundial del 2002 contra los San Francisco Giants, tuvo una marca de 1–1 con 13 ponchados en 8 y 2/3 de innigs. A los 20 años de edad, Rodríguez se convirtió en el lanzador más joven en ganar un juego de Serie Mundial.
En 2003 Rodríguez se convirtió en setup man. En este nuevo rol, permitió una carrera limpia en 9 de sus primeros 15 juegos, sin embargo luego permitió solo 9 carreras limpias en sus últimas 44 apariciones.
En el 2004, Rodríguez fue seleccionado para el Juego de Estrellas de las Grandes Ligas. El 24 de agosto de 2004, se convirtió en el sexto pitcher en los 44 años de historia de los Angels en ponchar al menos 100 bateadoreas en una temporada sin abrir un juego (siendo el lanzador abridor), uniéndose a Mark Clear (105 en 1980), DeWayne Buice (109, 1987), Bryan Harvey (101, 1991), Troy Percival (100, 1996), y Scot Shields (109, también en 2004).

#### Transición a Cerrador (2005-07)
Entrando la temporada del 2005, el veterano “Cerrador” Troy Percival partió como agente libre, lo cual permitió a Rodríguez asumir el rol de Cerrador a tiempo completo para los Angels. Francisco terminó la temporada empatado por el Liderato en Salvados de la Liga Americana con 45. Mejoró su registro de Título de Salvados de la Liga Americana al liderar las Mayores en la temporada 2006 con 47 salvados, uno más que Trevor Hoffman el Líder de la Liga Nacional y seis más que el segundo detrás de la Liga Americana Bobby Jenks.
El 10 de septiembre contra los Toronto Blue Jays, él se convirtió en el Cerrador más Joven en la historia de las Ligas Mayores, a la edad de 24 años, en acumular 100 salvados en su carrera. El obtuvo esta hazaña siendo un año más joven que el poseedor del anterior récord, Gregg Olson. A su vez, en el Juego de Estrellas de las Grandes Ligas del 2007 en San Francisco, "K-Rod" fue elegido como uno de los tres jugadores de los Angelinos de Anaheim a representar el equipo, en compañía de sus compañeros Vladimir Guerrero y John Lackey. Rodríguez registró el juego salvado cuando la Liga Americana derrotó a la Liga Nacional, 5-4, en este encuentro.

#### Récord de más Salvados en una sola temporada (2008)
Rodríguez recibió su segundo premio DHL Major League Baseball Delivery Man of the Month Award después de alcanzar 11 salvados en 12 apariciones durante el mes de junio. "K-Rod" estableció un récord de Ligas Mayores al lograr 35 salvados antes del Juego de las Estrellas, rompiendo el récord anterior de 34 impuesto por John Smoltz en el año 2003.

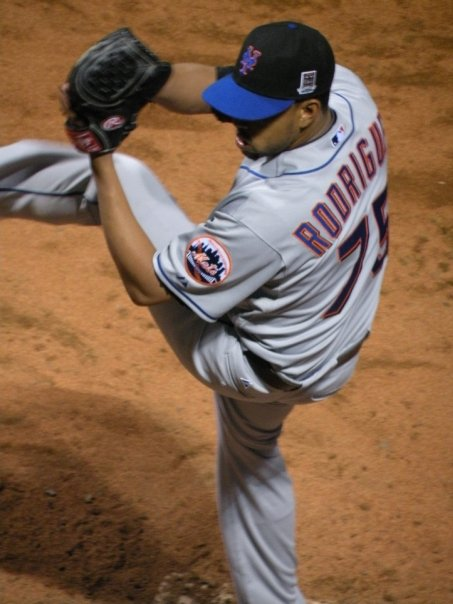
"El Kid" en la lomita durante el Juego de Apertura (2009) entre los New York Mets y Cincinnati Reds

A mediados de temporada, fue un miembro del equipo de la Liga Americana en el Juego de Estrellas de las Grandes Ligas 2008 (esta vez por tercera ocasión) e hizo una breve aparición en el juego, enfrentando a dos bateadores, mientras caminaba a uno (le concedió un boleto).
El 20 de agosto de 2008, el incrementó ambos récords, el suyo personal y el de los Angels para una temporada con su registro de 48 salvados. Con su salvado número 50 el 24 de agosto de 2008, Francisco se convirtió en el primer pitcher relevista en alcanzar ese número desde Mariano Rivera en el 2004 y el noveno de todos los tiempos. A su vez, fue el lanzador más joven en alcanzar alguna vez dicha cifra, esto a la edad de 26 años, 7 meses, y 17 días. En adición, el conquistó esa marca en 129 juegos de su equipo, más rápido que algún otro pitcher en la historia. Con tres salvados durante la semana del 18 al 24 de agosto, incluyendo la marca del número 50, Rodríguez fue galardonado como el Jugador de la Semana (Player of the Week) en la Liga Americana por primera vez en su carrera.
El 2 de septiembre de 2008, Rodríguez salvó el juego número 200 de su carrera ( el número 54 de la temporada), convirtiéndose nuevamente en el pitcher más joven en la historia en conseguir dicha cifra. El 10 de septiembre de 2008, mientras su equipo enfrentaba a los New York Yankees, Rodríguez salvó su juego número 56 de la temporada y conquistó el Título de la División Oeste de la Liga Americana para los Angels. El 11 de septiembre de 2008, mientras lanzaba contra los Seattle Mariners, "K-Rod" salvó su 57vo juego de la temporada, igualando a Bobby Thigpen en su Récord de 1990 en las Grandes Ligas.
El 13 de septiembre de 2008, actuando contra los Mariners, Rodríguez conquistó su salvamento número 58 de la temporada, implantando un nuevo Récord para las Grandes Ligas. El 20 de septiembre de 2008, Francisco se convirtió en el primer pitcher en alcanzar 60 salvados en una temporada cuando el cerró una victoria 7-3 en contra de los Texas Rangers.
Rodríguez finalizó su récord establecido en la temporada regular del 2008 con 62 salvamentos en 69 oportunidades, apareciendo en un total de 76 juegos. Esta fue su cuarta temporada consecutiva registrando al menos 40 salvados. Francisco terminó en el tercer lugar en la votación al Premio Cy Young de la Liga Americana y finalizó sexto en la elección del Premio al Jugador Más Valioso de la Liga Americana.

### Contrato con los Mets

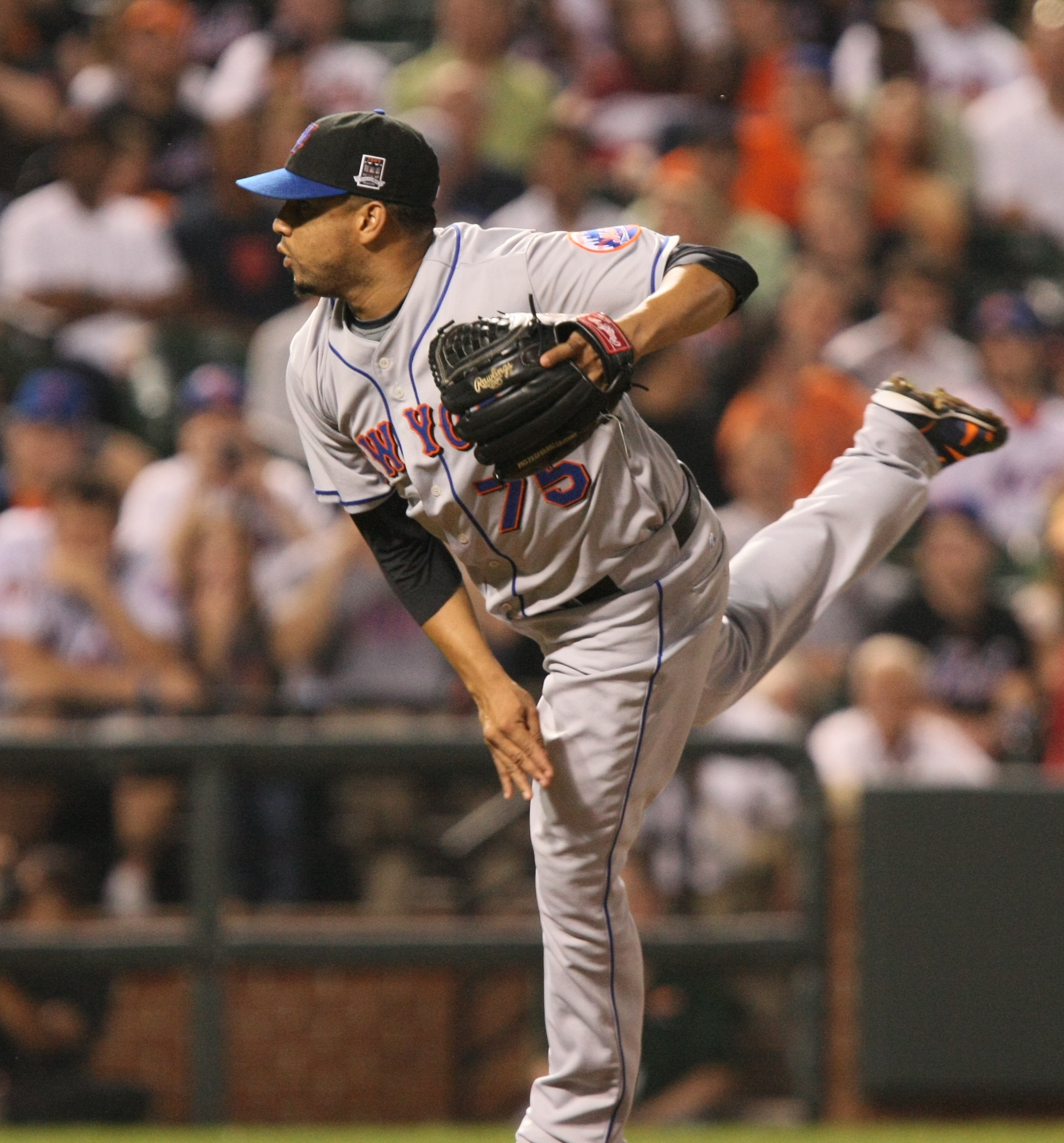
Rodríguez en el uniforme de los New York Mets

El 10 de diciembre de 2008 logró un acuerdo por tres años y 37 millones de dólares con los New York Mets para desempeñar con ellos el puesto de Taponero (Cerrador). También existe una opción en dicho contrato, para un cuarto año con un valor de $14 millones de dólares, de los Mets ejercer este, le daría al contrato un valor total de $51 millones.
Con Wagner sometido a una operación Tommy John en su codo en septiembre, era necesario que los Mets contrataran a un nuevo taponero. Y dado el estado del bullpen de los Mets en la recta final de la temporada 2008, el nuevo taponero tenía que ser alguien con valor real.
Rodríguez llena esas cualidades. Incluso antes de imponer la marca de salvamentos en 2008, el venezolano ya se había integrado a la selecta lista de taponeros de élite. En sus tres temporadas previas, había salvado 132 juegos en 147 oportunidades. En ese mismo periodo, el velocista abanicó a 279 oponentes en 207 entradas y 2/3. K-Rod es un lanzador que combina una poderosa recta con un slider que puede ser devastadoramente efectivo.

### New York Mets
Rodríguez, quien había llevado el número 57 su carrera entera, cambió al número 75, debido a que en los Mets el As también venezolano Johan Santana utilizaba dicho número 57. Más tarde, el 6 de abril de 2009, "El Kid" registró su primer salvamento cuando su nuevo equipo enfrentó a los Cincinnati Reds.
El 24 de mayo de 2009, Rodríguez sufrió una lesión en la espalda y fue llevado a un hospital local de Boston donde le suministraron medicación para el dolor. Él volvió al equipo al día siguiente. Fue seleccionado para jugar en el Juego de Estrellas de las Grandes Ligas del 2009 y lanzó el noveno inning sin permitir carreras.
El 30 de septiembre de 2009, Rodríguez cedió un home run con las bases llenas (Grand Slam) para ganar el juego a Justin Maxwell, este batazo completó un noveno inning de cinco carreras que llevó a los Washington Nationals a una victoria 7-4 sobre los Mets. Dicha incidencia, lo convirtió en el primer lanzador en permitir dos home runs con las bases llenas (Grand Slams) para ganar un juego en la misma temporada desde Lee Smith en el año 1995 (el 7 de agosto, Rodríguez había permitido sin outs en la pizarra de Everth Cabrera, otro home run con las bases llenas para ganar el encuentro, este inning también de cinco carreras le permitió a los San Diego Padres derrotar a los New York Mets 6 por 2). Al finalizar la temporada del 2009 Rodríguez había registrado 35 salvamentos en 42 oportunidades, su quinta temporada consecutiva de 30 o más salvados.

### Cerveceros de Milwaukee

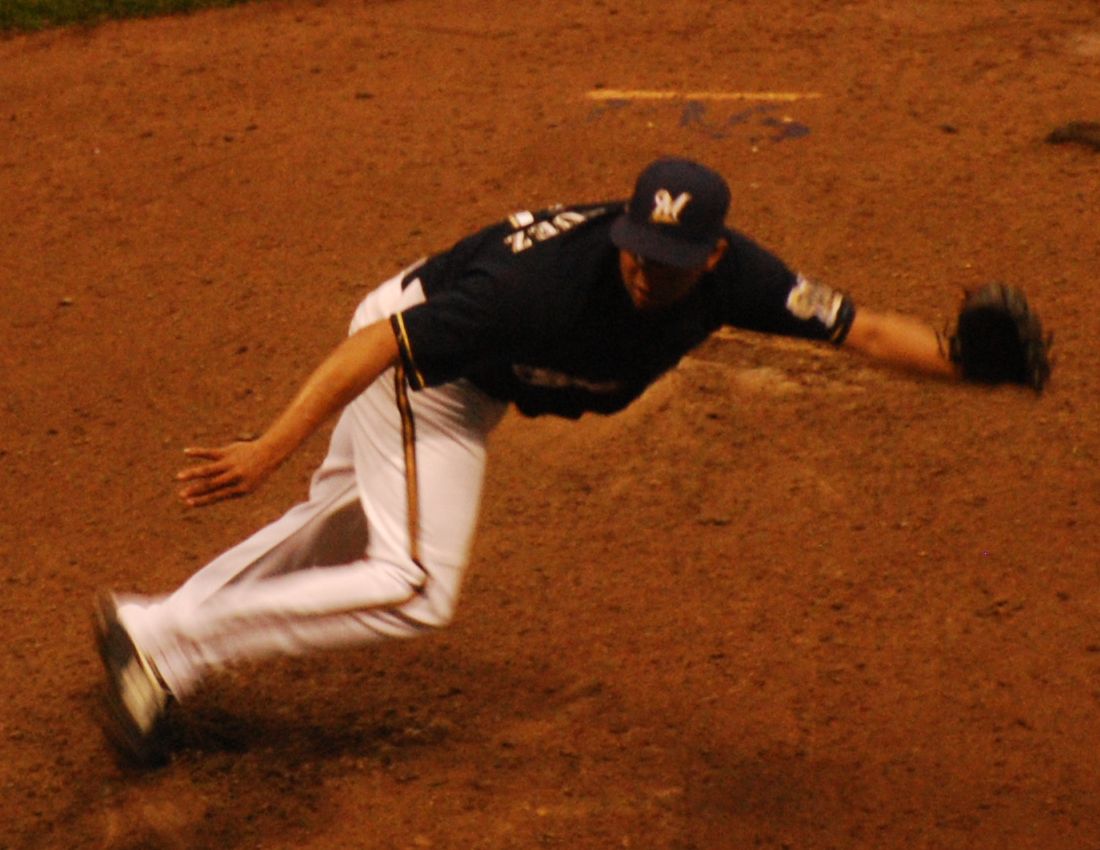
Rodríguez lanzando en los NLCS del 2011

El 12 de julio de 2011 inmediatamente luego del Juego de Estrellas de las Grandes Ligas, Rodríguez fue cambiado a los Cerveceros de Milwaukee junto con efectivo, y los jugadores Adrián Rosario y Daniel Herrera. Associated Press señaló que los Cerveceros ahora tenían dos potenciales cerradores en el “K Rod” y su cerrador actual John Axford.
Rodríguez expresó su descontento en septiembre al ser usado como el preparador setup man para Axford. Axford terminó la temporada con una cadena de 43 salvados consecutivos. En 31 juegos para los Cerveceros, Rodríguez logró marca de 4–0 con una efectividad 1.86 ERA. En total, culminó el 2011 con marca de 6–2 y 2.64 de efectividad (ERA) y 23 salvados, todos con los Mets. Al finalizar el 2011, el figuraba como el 4.º entre todos los lanzadores activos en salvados de por vida (291) y juegos terminados (445), y 8.º en porcentaje de fildeo (.970).
En la pos-temporada de 2011, Rodríguez lanzó en dos juegos de la Serie Divisional ante los Arizona Diamondbacks, en la cual ponchó a cuatro bateadores. En la Serie de Campeonato ante los Saint Louis Cardinals participó en tres juegos, dejando efectividad de 3.00.
En enero de 2012, Rodríguez firmó un contrato por $8 millones con los Cerveceros a través del arbitraje. A lo largo de la temporada disputó el puesto de cerrador junto a Axford, y finalizó el 2012 con 78 apariciones (marca personal), marca de 2-7, 4.38 de efectividad y sólo tres juegos salvados.
El 29 de octubre de 2012, los Cerveceros le otorgaron al kid la agencia libre. Lo firmaron nuevamente a un acuerdo de ligas menores el 17 de abril de 2013, con valor de $2 millones más incentivos si lograba subir a los Cerveceros. Inició el 2013 con marca de 1-1 y efectividad de 1.09 además de 10 juegos salvados.

### Baltimore Orioles
El 23 de julio de 2013, Rodríguez fue transferido a los Baltimore Orioles a cambio del prospecto Nick Delmonico. No tuvo buen desempeño en este equipo, registrando efectividad de 4.50 en 23 apariciones.

### Segundo ciclo con los Cerveceros de Milwaukee
El 7 de febrero de 2014, Rodríguez firmó un acuerdo de un año con los Cerveceros de Milwaukee por $3,25 millones. Fue nombrado el cerrador del equipo al comienzo de la temporada 2014. Su desempeño durante la primera mitad de la temporada fue excelente, lo que le valió una selección al Juego de Estrellas de 2014. Finalizó la temporada con marca de 5-5 y 3.04 de efectividad, 73 ponches y 44 juegos salvados de 49 oportunidades.
El 27 de febrero de 2015, los Cerveceros firmaron a Rodríguez por dos años y $13 millones, con una opción del club para 2017. El 23 de abril, Rodríguez logró su salvamento 350 en Grandes Ligas, el lanzador más joven en alcanzar esa marca.
El 6 de julio fue elegido al Juego de Estrellas 2015, la sexta ocasión en su carrera.

### Detroit Tigers
el 18 de noviembre de 2015, fue parte de un cambio entre los Cerveceros de Milwaukee y los Tigres de Detroit. El derecho, quien desde la campaña 2016 estará con el conjunto bengalí, se une al personal de pitcheo de los felinos para salvar así batazos de sus compatriotas Miguel Cabrera y Víctor Martínez. Los Cerveceros recibieron a cambio al infielder venezolano Javier Betancourt y otro jugador que será nombrado después. Rodríguez, quien cumple 34 años en enero, tuvo 38 rescates en 40 oportunidades en 2015 con los Cerveceros.

### En Venezuela
Comenzó su carrera en la Liga Venezolana de Béisbol Profesional en el año 2002 con los Tiburones de La Guaira. Más debido a la suspensión de la temporada 2002-2003, Rodríguez solo pudo ver acción en solo un encuentro. No fue sino hasta la temporada siguiente cuando obtiene el galardón de Novato del Año. 
También ha vestido otras camisetas como la de Leones del Caracas (donde obtuvo el campeonato local y de Serie del Caribe en 2006), Cardenales de Lara, Navegantes del Magallanes (en par de oportunidades) y Tigres de Aragua. Más en estos casos sólo ha sido en calidad de refuerzo.
- Wikimedia Commons alberga una categoría multimedia sobre Francisco Rodríguez.